# Планета любви
«Планета любви» (англ. Galaxies Are Colliding) — художественный фильм 1992 года совместного производства США и Канады, комедия с элементами чёрного юмора и активным использованием ретроспективы, снятая режиссёром Джоном Раймэном.
Главные роли в этом фильме исполнили Дуайер Браун, Сьюзан Уолтерс, Кэрен Медак, Келси Грэммер и Рик Овертон.

## Сюжет
Фильм о необычном молодом человеке по имени Адам, "живущем в собственном потоке сознания" по словам одного из героев фильма. Наблюдая вселенную и процессы, происходящие в ней, Адам ищет истину в последней инстанции. Не приемля западную цивилизацию с его обществом потребления и удовольствий, Адам ищет выхода из ситуации, но всюду встречает одно и то же — озабоченность сексом, едой и властью. У него нет каких-либо зацепок или указаний, где и что искать, поэтому он просто идет, не зная куда, и спонтанно делает то, что считает нужным в данный момент, повинуясь внутренним импульсам. Встретившись в баре посреди пустыни с молодой девушкой из Восточной Европы, сумевшей возродить в нём вкус к плотским наслаждениям, он на день забывает о своих поисках, но лишь на день. Случайно увиденный Адамом заголовок в утренней газете — «The Desert Sun» («Солнце пустыни») — ставит все на свои места.

## В ролях
- Дуайер Браун — Адам
- Сьюзан Уолтерс — Бэт
- Келси Грэммер — Питер
- Кэрен Медак — Марго
- Рик Овертон — Рекс
- Джеймс Уорд — Психо
- Мэй Квидлей — Ванда

## Другие названия
- Galaxies Are Colliding, Planet of Love
- Планета любви
- Galassie in collisione
- Planeta do Amor
- Rakkauden labyrintti